# Gospa Sveta
Gospa Sveta (nemško Maria Saal) je naselje in občina ter romarsko središče v okraju Celovec-dežela na avstrijskem Koroškem. V naselju stoji istoimenska cerkev Marijinega vnebovzetja.

## Lega kraja
Gospa Sveta leži na nadmorski višini 505 m ob reki Glini (nemško Glan) na Gosposvetskem polju, 8 km severno od Celovca na avstrijskem Koroškem.

### Vasi in zaselki v občini
Občina je sestavljena iz 5 katastrskih občin: Kading, Krnski grad, Modrinja vas (Möderndorf), Possau  in Šmihel na Gosposvetskem polju in iz naslednjih 37 vasi in zaselkov s slovenskimi imeni (v oklepaju število prebivalcev, stanje na 1. januar 2015):
| - Arndorf (98) - Bergl (4) - Breznica (Wrießnitz) (115) - Britvalica (Prikalitz) (0) - Bučinja vas (Wutschein) (102) - Dobrava (Hart) (10) - Dole (Dellach) (156) - Dvorec (Höfern) (17) - Gospa Sveta (Maria Saal) (1.094) - Gosposvetsko polje (Zollfeld) (42) - Groblje (Gröblach) (7) | - Kadin(a) (Kading) 231) - Krnski grad (Karnburg) (563) - Kuhlinj (Kuchling) (96) - Lipa (Lind) (4) - Majzljica (Meiselberg) (3) - Male Čepe (Meilsberg) (68) - Modrinja vas (Möderndorf) (56) - Podpolje (Poppichl) (61) - Poreče na gori (Pörtschach am Berg) (49) - Pošev (Possau) (39) - Podkanja vas (Ratzendorf) (221) - Rožna vas (Rosendorf) (30) - Rotišče (Rotheis) (18) | - Sele (Zell) (102) - Šmihel na Gosposvetskem polju (St. Michael am Zollfeld) (196) - Štegna vas (Stegendorf) (78) - Štrebuncji (Willersdorf) (34) - Techmannsdorf (7) - Töltschach (2) - Turn (Thurn) (9) - Trebeša vas (Treffelsdorf) (4) - Walddorf (175) - Winklern (45) - Zagrad (Sagrad) (89) - Zeduška vas (Judendorf) (4) - Žrebiče (Stuttern) (14) |

## Zgodovina
V 1. stoletju našega štetja je rimski cesar Klavdij ustanovil glavno mesto province Virunum am Magdalensberg v Zollfeldu kot naslednjo naselbino iz leta 15 pr. n. št. zgradil keltsko prestolnico Noreja v provinci Norik.
Prvo pokristjanjevanje območja okoli leta 300 je prišlo iz oglejskega patriarhata, kjer je Virunum postal škofovski sedež. Okoli 590 Slovanov je zasedlo in naselilo Koroško ter dele današnjih avstrijskih zveznih dežel Štajerske in Salzburg; Virunum je bil nazadnje omenjen leta 591. Glavno mesto kneževine, ki so jo tu ustanovili Slovani, je imelo sedež vlade (Curtis Carantana) v Karnburgu (Krnski grad) ob vznožju Ulrichsberga; danes je Karnburg občinska vas, nekaj kilometrov zahodno od današnje vasi Maria Saal (Gospa Sveta).
Pred letom 767 je salzburški škof Virgilij poslal v Karantanijo škofa Modesta s kleriki. Začel se je drugi val pokristjanjevanja  Maria Saal na Koroškem.
Karnis grad je bil kasneje tudi središče koroške vojvodine, Arnulf Koroški je imel tu kraljevo pfalco. Koroški vojvode so bili umeščeni na knežjem kamnu (Fürstenstein) na Krnskem gradu, nato pa blagoslovljeni v Marijini cerkvi v Maria Saal, zgrajeni pod Modestom v 8. stoletju. V 9. stoletju je bil postavljen knežji sedež, kjer je vojvoda prisegel posestvom, podelil fevde in sodil.
V drugi polovici 15. stoletja so MArijino cerkev razširili v trdnjavo za zaščito kmetov pred turškimi vpadi na Koroško. Po požaru so jo v letih 1670-1674 obnovili, leta 1687 pa je Mathias Landsmann iz zapuščenih turških topov vlil 6608 kg težak zvon; Maria Saalerin je največji zvon na Koroškem in zveni v udarni noti fis.
Leta 1859 je Gospa sveta / Maria Saal prišla pod Krško škofijo / Bistum Gurk, ustrezni škof pa je hkrati postal prošt v Maria Saal.
Leta 1930 je bila skupnost povzdignjena v tržni status.

### Zgodovina cerkve
Predhodnico sedanje cerkve je v 8. stoletju postavil prvi koroški škof sv. Modest, ki je tu škofovsko službo opravljal od leta 757 do 763. Do leta 760 je bila pri Gospe Sveti posvečena cerkev sveti Mariji, ene izmed prvih treh pod tem imenom poznanih cerkev v Karantaniji in najstarejša izpričana na Koroškem. V starih virih jo označujejo tudi kot cerkev pri Krnskem gradu (Santa Maria ad Carantanam, tudi San Maria in Solio). Sedanjo podobo je cerkev dobila v prvi polovici 15. stoletja. Danes je v cerkvi med drugim: baročni oltar iz leta 1714, nagrobniki iz 16. in 17. stoletja, rimski reliefi iz bližnjega Viruna. Zvonika se ponašata z največjim koroškim zvonom. Zvon iz leta 1687 je bil do druge svetovne vojne drugi največji v Avstriji. Njegova teža je 6600 kg in prerez je 222 cm.
V severni ladji je tudi grob pokrajinskega škofa Modesta.
Od časa postavitve je bila cerkev sedež pokrajinskega škofa za Karantanijo in Cerkveno središče Karantanije, ter izhodišče za pokristjanjevanje Slovanov.

### Arheološka izkopavanja
- Virus II
- Rimski amfiteater
- Rimsko odrsko gledališče

## Muzej na prostem
Muzej na prostem Maria Saal je muzej na prostem na vzhodnem robu Zollfelda in eden prvih tovrstnih muzejev v Avstriji. Z »Bodnerhausom« (zgrajenim leta 1470) je v njem trenutno najstarejša blokovska gradnja v Avstriji.

## Rezidence in dvorci
V občini so še:
- Dvorec Lind blizu Stegendorfa
- Dvorec Meiselberg
- Dvorec Modrinja vas (nemško Möderndorf)
- Dvorec, nekdanje sodišče, rojstni kraj Friedricha Welwitscha in stičišče kroga umetnikov okoli Gerharda Lampersberga
- Dvorec Toeltschach

- Dvorec Lind
- Dvorec Meiselberg
- Dvorec Modrinja vas (nemško: Möderndorf)
- Dvor Tonhof
- Dvorec Töltschach
- Dvorec Töltschach

## Gospodarstvo
Od 89 kmetij v letu 2010 jih je 44 vodilo kot stransko dejavnost. V proizvodnem sektorju je bilo več kot dve tretjini podjetij gradbenih podjetij, vendar je bil proizvodni sektor z 71 zaposlenimi največji delodajalec. V storitvenem sektorju je skoraj polovica zaposlenih delala v trgovini, petina v socialnih in javnih storitvah (od leta 2011).
Gospa Sveta je dobro povezana s Celovcem in Šentvidom ob Glini (St. Veit). Obe mesti je mogoče s hitrim tranzitom doseči v manj kot desetih minutah. Skozi občinsko območje poteka hitra cesta Klagenfurter Schnellstraße S37, ki poteka od Celovca do Šentvida ob Glini in severneje.

## Gospa Sveta v književnosti
Gospa Sveta je zaradi svoje osrednje kulturnozgodovinske vloge siže številnih del, zlasti slovenskih oz. v slovenščini, včasih je prikazana skupaj z Gosposvetskim poljem.
- Valentin Podgorc:Gospa Sveta, Zgodovinsko-krajepisna črtica. V: Dom in svet 14/1 (1901), str. 29–35, 99–105 (digitalizirano na www.dlib.si URN-NBN-SI-DOC-4ZNN5EQY);[12]
- Prežihov Voranc: Čez goro k očetu ... (Ljubljana: Karantanija, 2002);
- Prežihov Voranc: Winter in Klagenfurt – Drei Geschichten. Ur. Jozej Strutz. (Klagenfurt/Celovec: Kitab, 2012);
- Bojan-Ilija Schnabl: Božja pot v Gospo Sveto in nazaj, ali, Večno mlade lipe. V: Koledar Mohorjeve družbe 2012. (Celovec: Mohorjeva založba, [2011]), str. 112–116, [COBISS.SI-ID 20928264] ;
- Bojan-Ilija Schnabl: Tamnah, Na Tamnach – Temna gora: Zgodovinska črtica o imenu gore nad Celovškim poljem. V: Koledar Mohorjeve družbe 2013. (Celovec: Mohorjeva založba, 2012), str. 135–138, [COBISS.SI-ID 11880756] ;
- Bojan-Ilija Schnabl: Magnolija in tulipani, Pripovedi in resnične pravljice s Celovškega polja. (Celovec: Založba Drava, 2014), ISBN: 978-3-85435-740-7, COBISS.SI-ID 20928264.[13]

## Partnerske občine
- Oglej (Italija)
- Florgaria nel Friuli (Italija)
- Gornji Grad

## Pomembni krajani
- Viktor Ruprecht, (1888 - 1943) slovenski kulturni aktivist, duhovnik
- Anselm von Edling (1741-1794), opat benediktinskega samostana sv. Pavla v Lavanttalu, zgodovinar, pisatelj in pesnik jožefinskega razsvetljenstva
- Humbert Fink (1933–1992), pisatelj, novinar
- Gerhard Lampersberg (1928–2002), skladatelj
- Simerl Krapfenbäck (pravzaprav Simon Kramer, 1785–1809), ropar
- Peter Truschner (rojen 1967), pisatelj (Poppichl)
- Peter Turrini (rojen 1944), pisatelj
- Erich Wanker (rojen 1965), raziskovalec Chorea-Huntington in Alzheimerjeve bolezni
- Friedrich Welwitsch (1806–1872), botanik, raziskovalec Afrike